# Bathygadus dubiosus
Bathygadus dubiosus és una espècie de peix de la família dels macrúrids i de l'ordre dels gadiformes.

## Hàbitat
És un peix d'aigües profundes que viu fins als 924 m de fondària.

## Distribució geogràfica
Es troba al Pacífic occidental central.